# Ekenäs
Ekenäs /ˈeːkəneːs/, tiếng Phần Lan: Tammisaari /ˈtɑmːiˌsɑːri/) là một đô thị của Phần Lan gồm các đô thị cũ Snappertuna và Tenala cùng thị xã Ekenäs.
Đô thị này tọa lạc tại tỉnh Nam Phần Lan trong Uusimaa Vùng. Đô thị này có dân số 14.819 người (thời điểm 31 tháng 12 năm 2008) với diện tích là 746,65 km² (trừ vùng biển) trong đó có 25,55 km² là diện tích mặt nước nội địa. Mật độ dân số là 20,1 người trên mỗi km².
Đô thị này sử dụng hai ngôn ngữ, với đa số nói tiếng Thụy Điển Phần Lan (83%) và thiểu số nói tiếng Phần Lan (15%).
Ở đây có Vườn quốc gia quần đảo Ekenäs).

## Tiểu vùng Uusimaa (Nyland)
Ekenäs cũng là tên của tiểu vùng Uusimaa (Nyland trong tiếng Thụy Điển), với các đô thị:
- Ekenäs (Tammisaari)
- Hanko (Hangö)
- Ingå (Inkoo)
- Karis (Karjaa)
- Pohja (Pojo)

## Liên kết ngoài

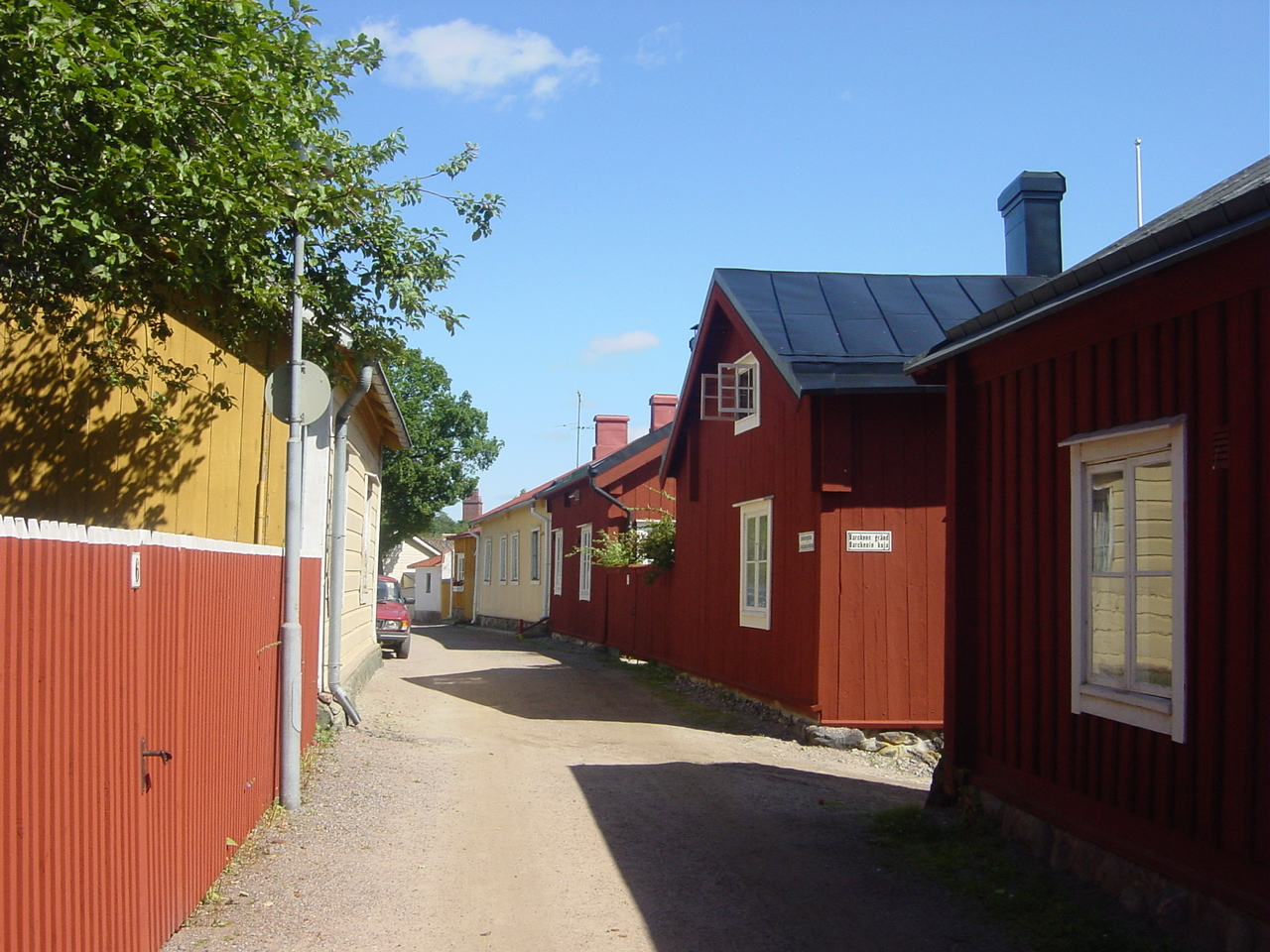
Một phố nhỏ ở Ekenäs
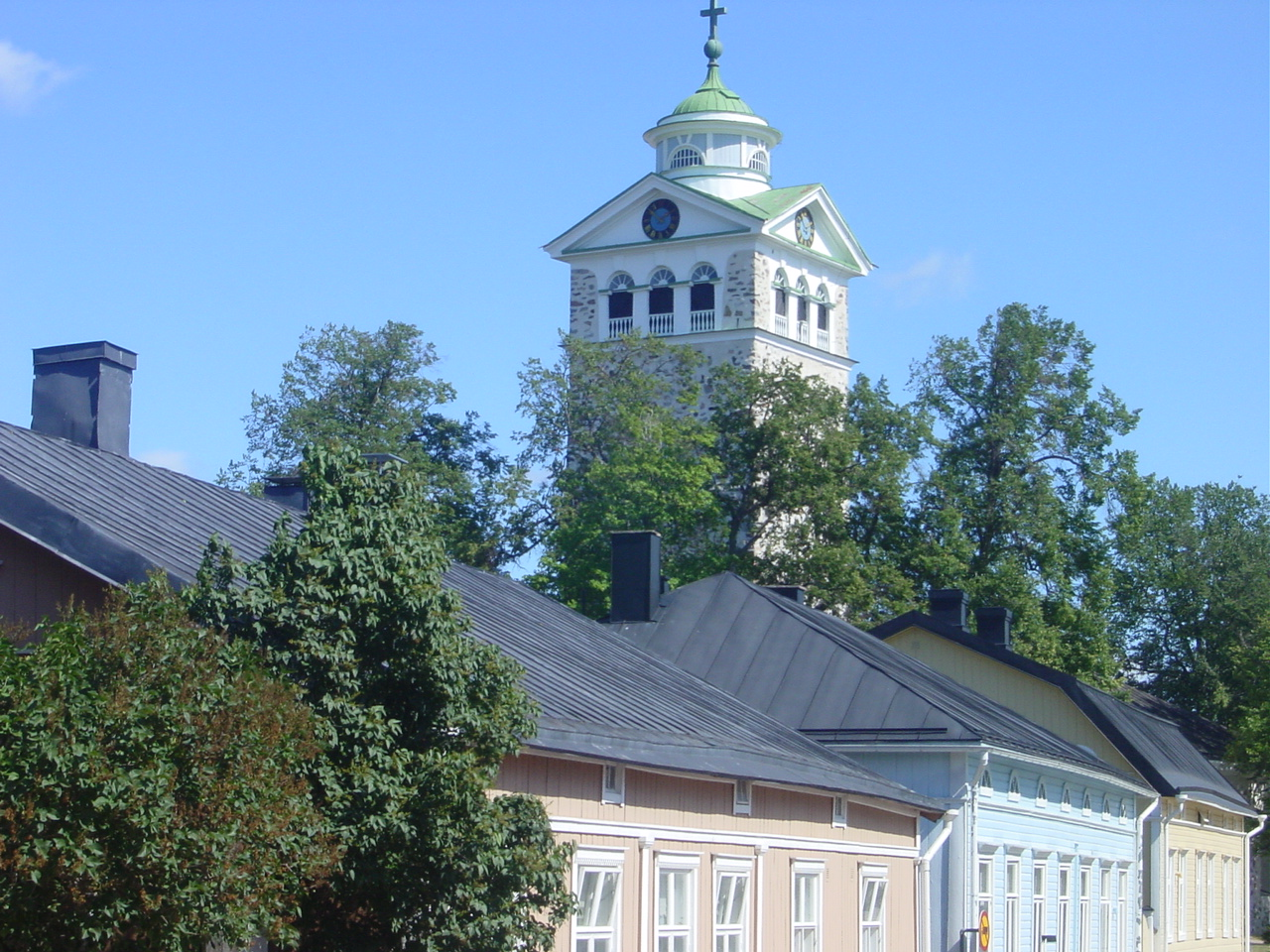
Nhà thờ Ekenäs
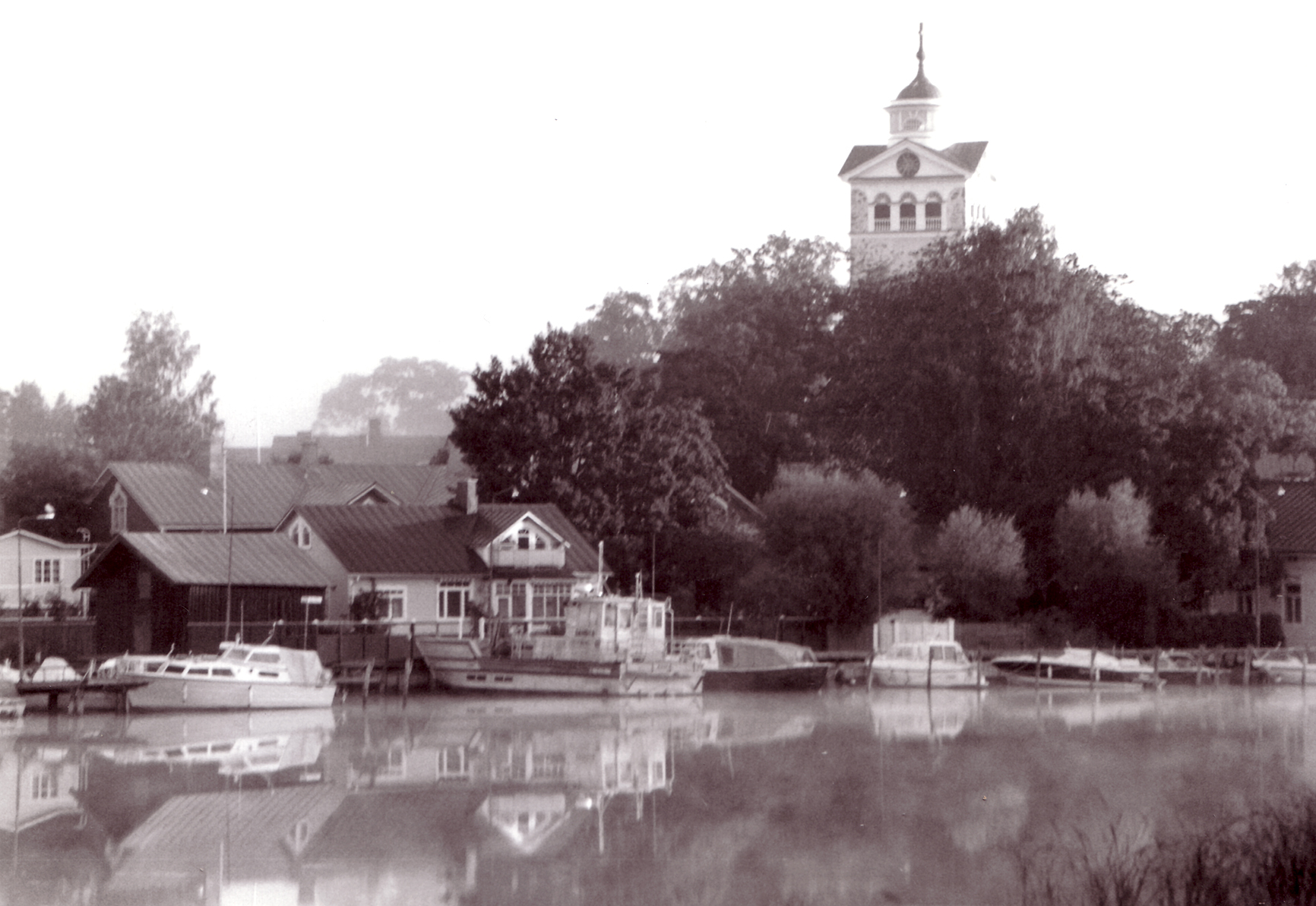
Ekenäs nhìn từ phía nam

## Thành phố kết nghĩa
- Haugesund (Na Uy)
- Kuressaare (Estonia)
- Ystad (Thụy Điển)